# Winniki (gmina w dystrykcie Galicja)
Gmina Winniki – dawna gmina wiejska funkcjonująca w latach 1941–1944 pod okupacją niemiecką w Polsce. Siedziba gminy znajdowała się w Winnikach, a po włączniu ich do Lwowa w 1941 roku siedzibą gminy stał się Lwów.
Gmina Winniki została utworzona przez władze hitlerowskie z terenów okupowanych przez ZSRR w latach 1939–1941 (vide rejon winnikowski), stanowiących przed wojną gminę Czyszki (bez Gańczar, włączonych do gminy Dawidów), którą zniesiono. Obszar ten należał przed wojną  do powiatu lwowskiego w woj. lwowskim.
Gmina weszła w skład powiatu lwowskiego (Kreishauptmannschaft Lemberg), należącego do dystryktu Galicja w Generalnym Gubernatorstwie. W skład gminy wchodziły miejscowości: Czyszki, Czyżyków, Dmytrowice, Gaje, Głuchowice, Podbereźce i Winniczki.
| Miejscowości / gromady                                                  | Rejon w ZSRR (1939–1941) | Gmina (II RP) | Powiat (II RP) |
| ----------------------------------------------------------------------- | ------------------------ | ------------- | -------------- |
| Czyszki, Czyżyków, Dmytrowice, Gaje, Głuchowice, Podbereźce i Winniczki | winnikowski              | Czyszki       | lwowski        |

Po wojnie obszar gminy włączono do ZSRR.